# 原扶貴子
原 ふき子（はら ふきこ、1972年8月29日 - ）は、日本の女優、ナレーター。岡山県出身。東宝芸能所属。元KAKUTA劇団員。2024年11月25日に芸名を”原扶貴子”から”原ふき子”に改名。

## 人物
身長168.5cm。血液型O型。
大阪大学文学部演劇学専攻卒業。 
趣味は旅行、読書、ウクレレ、コラージュ。特技は弓道初段、ジュエリー作成、料理。
英語検定2級、高等学校教諭一種免許状（日本史）の資格を持つ。

## 出演作品

### 映画
- 慶応義塾大学FCS映画研究会映画「その手に」（2010年）
- 夢売るふたり（2012年、アスミック・エース） - 市澤貫也の妻
- 凶悪（2013年、日活） - 牛場恵美子 役
- ミテハイケナイ都市伝説〜闇に葬り去られた人間失格者達〜（2013年）
- 謝罪の王様（2013年、東宝） - マンタン王国王妃 役
- ペコロスの母に会いに行く（2013年、東風） - 末永エリカ 役
- ゆるせない、逢いたい（2013年、SDP）
- 魔女の宅急便（2014年、東映） - モーラ 役
- 青天の霹靂（2014年、東宝）
- 賃走談-１号車-『手形』（2014年）
- アオハライド（2014年、東宝）
- でーれーガールズ（2015年、メ〜テレ）
- 海街diary（2015年、東宝） - 緒方ミドリ 役
- 弥生の虹（2015年）
- 女の子よ死体と踊れ（2015年、日本出版販売） - 女社長
- うさぎ追いし -山極勝三郎物語-（2016年、新日本映画社）
- 劇場版 新・ミナミの帝王（2017年、KATSU-do）
- 種をまく人（K-Zone）
  - （2017年）
  - （2019年）
  - （2020年）
- ...andLOVE（2017年）
- PARKS パークス（2017年、boid）
- こどもつかい（2017年、松竹）
- 勝手にふるえてろ（2017年、ファントム・フィルム） - 和菓子屋店員
- SWAN SONG（2018年、LDH PICTURES）
- 神と人との間（2018年、TBSサービス）
- 墨の魔術師（2018年、ベストブレーン）
- 王様の選択（2018年）
- はるヲうるひと（2019年、AMGエンタテインメント）
- 閉鎖病棟 -それぞれの朝-（2019年、東映）
- ぐるり1200キロ、はじまりの旅（2020年）
- ホテルローヤル（2020年、ファントム・フィルム） - 太田和歌子 役
- 佐々木、イン、マイマイン（2020年、パルコ）
- マイ・ダディ（2021年、イオンエンターテイメント）
- そして、バトンは渡された（2021年、ワーナー・ブラザース映画）
- ウェディング・ハイ（2022年、松竹）
- MIRRORLIAR FILMS Season3「絶滅危惧種」（2022年）
- 違国日記（2024年 、東京テアトル / ショウゲート） - 隣人 役[5]

### テレビドラマ
NHK
- 木曜時代劇→土曜時代劇
  - あさきゆめみし 〜八百屋お七異聞（2013年） - モト 役
  - アシガール（2017年） - かめ 役
- 天てれドラマ / 念力家族（2016年） - 登美子 役
- 連続テレビ小説
  - ひよっこ（2017年） - 藤井先生 役
  - らんまん（2023年） - 仲居頭・マサ 役
- ちょい☆ドラ2017〜人生でエモいことは10分で起こる〜 「ヴァージン・ロード」（2017年）
- 土曜ドラマ
  - 少年寅次郎（2019年） - クボチンの母 役
  - 17才の帝国（2022年） - 立科亮子 役
- 第42回創作テレビドラマ大賞「週休4日でお願いします」（2019年）
- 第43回創作テレビドラマ大賞「ゴールド!」（2020年） - 声の出演

日本テレビ 
- 日曜ドラマ / ゆとりですがなにか（2016年）
  - ゆとりですがなにか 純米吟醸純情編（2017年）
- 水曜ドラマ / 奥様は、取り扱い注意（2017年） - 料理教室の先生 役
- 土曜ドラマ / トップナイフ-天才脳外科医の条件-（2020年） - 大原里子 役
- FOGDOG（2025年） - 獅子王桔梗 役[6]

TBSテレビ
- 月曜ゴールデン / 警視庁機動捜査隊2165（2015年） - 福島和美 役
- 火曜ドラマ
  - Heaven? 〜ご苦楽レストラン〜（2019年）
  - 恋はつづくよどこまでも（2020年） - 大淵知子 役
- 9ボーダー（2024年） - 河村米子 役
- イグナイト -法の無法者- 第5話・第6話（2025年5月16日・23日〈予定〉） - 松原美沙 役

フジテレビ
- 金曜プレステージ / 松本清張没後20年特別企画 疑惑（2012年） - 係官 役
- オトナの土ドラ / とげ 小市民 倉永晴之の逆襲（2016年） - 船津真紀 役
- 世にも奇妙な物語 秋の特別編 「イマジナリーフレンド」（2020年） - 城島十和子 役
- ドクターホワイト（2022年） - 田辺美和子を名乗る女性 役

テレビ朝日
- エジソンの母（2008年）
- 土曜ワイド劇場
  - 司法教官・穂高美子2（2012年） - 伊東幸代 役
  - 森村誠一の棟居刑事8（2015年） - 近隣住民 役
  - 再捜査刑事・片岡悠介8（2015年） - 隣人 役
- 遺留捜査（2015年） - 矢野純子の母 役
- 科捜研の女　
  - season19 第12話（2019年8月8日） - 染谷妙子 役　
  - season24  第3話（2024年7月17日） - 山城麻緒 役[7]
- 奪い愛、高校教師（2021年）
- 暴太郎戦隊ドンブラザーズ（2022年） - 房子 / 獣電鬼 役[8]
- 特捜9 season6 第4話（2023年4月26日） - 笹森 役
- 刑事7人 SEASON9 第7話（2023年7月19日） - 井手芳江 役

テレビ東京
- 大原麗子没後3年ドラマスペシャル 女優 麗子〜炎のように（2013年） - 森家のお手伝い 役
- フラガールと犬のチョコ（2015年）
- ドラマ25
  - セトウツミ（2017年） - 瀬戸の母 役
  - 絶メシロード（2020年） - おばさん 役
- ドラマ24 / フルーツ宅配便（2019年） - みず子 役
- 執事 西園寺の名推理（2019年） - 畠山倫子 役
- ハラスメントゲーム 秋津VSカトクの女（2020年） - 丸尾京子 役
- 警視庁強行犯係 樋口顕（2021年） - 児島時枝 役

テレビ神奈川
- 信長未満-転生光秀が倒せない-（2022年） - 歌姫 役

NHK BSプレミアム
- プレミアムよるドラマ / ママゴト（2016年）
- プレミアムドラマ
  - ダイアリー（2018年）
  - クロスロード3 群衆の正義（2018年）
  - 生きて、ふたたび 保護司・深谷善輔（2021年） - 福島美奈子 役
- 星新一の不思議な不思議な短編ドラマ（2022年）

BS日テレ
- Memories〜看護師たちの物語〜（2020年）

BSテレビ東京
- まどろみバーメイド 〜屋台バーで最高の一杯を。〜（2019年） - 中華屋のおばちゃん 役

WOWOW
- 連続ドラマW
  - ヒトリシズカ（2012年） - 主婦 役
  - 闇の伴走者（2015年）
  - メガバンク最終決戦（2016年）
  - 真犯人（2019年）
  - ソロモンの偽証（2021年）

### テレビ番組
- シャキーン!（2008年 - 2009年、NHK）
- 女神のアンテナ（2008年、テレビ朝日）
- リエチ先生のぬきうち! 自転車診断（2010年、BS日テレ）
- One cup of coffee（2011年、BS日テレ）
  - 第2話
  - 第5話
- Eテレ・ジャッジ（2016年、NHK Eテレ）
- 痛快TV スカッとジャパン 「神対応スカッと」（2016年、フジテレビ）
- 笑×演（2017年、テレビ朝日）

### 劇場アニメ
- バケモノの子（2015年、東宝）

### 舞台
- 飛龍伝（1997年）
- 爆走バルコニー（2000年）
- KAKUTA
- 第5回公演「とまと」（2001年）
  - SoundPlaySeries「朗読の夜」
    - #6（2011年）
    - #7 アイロニーの夜（2013年）

  - ひとよ（2011年）
  - KAKUTA 15周年記念企画公演 下北沢演劇祭参加作品「Tourning Point【分岐点】」（2012年）
  - 秘を以て成立とす（2013年）
- 星の光（2002年）
- 雷電支度部屋（2003年）
- So What? −ほしかったのはひと握りの情熱と−（2003年）
- 可愛い千里眼（2004年）
- Torys!（2005年）
- 雷電披露宴（2005年）
- ピヴォ☆ガール（2005年） - チャネリータ城ヶ崎
- パチンコ&ダンス（2006年）
- 南国プールの熱い砂（2007年）
- 渋柿の行方（2007年）
- ビデオスターの悲劇（2007年）
- オクシダン Occident（2008年）
- 雷電甲子園（2008年）
- ゴドーが来たなら伝えてよ（2008年）
- 日本語を読む〜リーディング形式による上演（2008年）
- 神保町花月×Confetti 企画 オールナイト神保町エチュ1グランプリ!!（2008年）
- ダブルブッキング（2008年）
- 甘い丘（2008年）
- 愛の結晶くん（2010年）
- ピーターパン（2011年） - 海賊
- 青のはて -銀河鉄道前奏曲-（2012年）
- マホロバ（2014年）
- 肉の海（2018年）
- キャッシュ・オン・デリバリー（2018年）
- un（2020年）

### CM
- ファンケル「内脂サポート」

### WEB
- 手間の味（2014年、YouTube）
- THE LAST COP/ラストコップ（2015年、Hulu） - 泉田史子
- さよならドロシー 〜ひとりぽっちの魔法使い〜（2020年、dTV、ひかりTV）
- 私の正しいお兄ちゃん（2021年、FOD）

### ラジオドラマ
- 青春アドベンチャー（NHK-FM放送）
  - 「金魚姫」（2017年7月24日 - 28日）[9]
- 特集オーディオドラマ（NHK-FM放送）
  - 「歌が生まれる」(2020年1月4日）[10]
- FMシアター（NHK-FM放送）
  - 「戦争の歌がきこえる」（2021年2月6日）[11]
  - 『アディショナルタイム』（2025年1月11日）[12] - スナックのママ 役

### ナレーション
- Mr.サンデー（2018年 - 、フジテレビ）